# American Type Culture Collection
American Type Culture Collection (ATCC) ist eine gemeinnützige Organisation in Manassas, die standardisierte Mikroorganismen, Zelllinien und andere Materialien für Forschung und Entwicklung sammelt, speichert und verteilt.

## Eigenschaften
Die ATCC wurde 1925 gegründet, um als nationales Zentrum für die Lagerung und Verteilung mikrobiologischer Proben zu dienen. Seitdem wurde die Sammlung ständig erweitert. Die ATCC betreibt auch das ATCC Genome Portal mit über 1.579 sequenzierten mikrobiellen Genomen, darunter von 466 Referenzstämmen, sowie 1.156 neue Genome (Stand 2021).